# Нагірняк Леонід Іванович
Нагірняк Леонід Іванович (27 листопада 1975, Сокиряни) — художник декоративно-прикладного мистецтва. Член Національної спілки майстрів народного мистецтва України. Заслужений майстер народної творчості України (2007). Викладач Київського державного інституту декоративно-прикладного мистецтва і дизайну ім. М. Бойчука.
«Маючи неабиякий творчий потенціал, наполегливість, працелюбність, прагне бачити за частковим загальні проблеми, осягнути закони Всесвіту, пізнати сутність речей. Як добротний трудар-ремісник Леонід відчуває плоть і сутність глини, володіє твердістю та точністю руки гончаря. А ліричне світовідчуття, стриманий і тонкий смак митця, почуття міри, скромність та колосальна працездатність відкривають перед ним неосяжні простори для творчості».[джерело?]

## Штрихи до біографії
Леонід Нагірняк народився у сім'ї журналіста-літератора, члена НСПУ Івана Семеновича і педагога, майстра народної творчості Євгенії Семенівни Нагірняків, родовід яких — із села Ломачинці Сокирянського району Чернівецької області.
Л. І. Нагірняк — постійний учасник Всеукраїнських молодіжних симпозіумів гончарного мистецтва, які щоліта організовує Національна спілка майстрів народного мистецтва за підтримки Міністерства культури і туризму України, Національного історико-культурного заповідника «Чигирин». Двічі, у 2003 та 2004 роках, майстер ставав переможцем конкурсних змагань.
У Київському державному музеї декоративно-прикладного мистецтва у 2009 році Леонід Нагірняк на власній виставці експонував близько 80 авторських робіт: свічники, декоративні композиції, тарелі, миски, глеки, макітри, корчаги, мала пластика. Високу оцінку творчості під час презентації виставки дали ректор інституту ім. М. Бойчука професор Володимир Ляхотський, народний художник України, професор Петро Печорний, лауреат Державної премії України імені Т. Г. Шевченка Володимир Прядка, відомий художник-кераміст Михайло Головко.